# Invitació a un pistoler
Invitació a un pistoler (títol original: Invitation to a Gunfighter) és una pel·lícula western de 1964 dirigida per Richard Wilson i protagonitzada per Yul Brynner i George Segal. Es va basar en una obra de teatre per televisió de 1957 de Larry Klein que va aparèixer al programa Playhouse 90. Està doblada al català.

## Argument
El veterà confederat Matt Weaver torna a casa a Nou Mèxic després de la Guerra Civil i descobreix que la seva granja ha estat venuda per un banquer sense escrúpols anomenat Brewster, mentre que la seva futura promesa, Ruth, s'ha casat amb un altre home mentre estava absent.

## Repartiment
- Yul Brynner com Jules Gaspard d'Estaing
- Janice Rule com Ruth Adams
- George Segal com Matt Weaver
- Alfred Ryder com Doc Barker
- Clifford David com Crane Adams
- Mike Kellin com veterà cec de la Unió
- Brad Dexter com Kenarsie
- Pat Hingle com Sam Brewster
- Bert Freed com xèrif
- John A. Alonzo com Manuel
- Curt Conway com McKeever
- Gerald Hiken com Gully
- Strother Martin com Fiddler
- Clifton James com Tuttle

## Recepció
La pel·lícula va registrar una pèrdua de 900.000 dòlars.